# Ninì Grassia
Ninì Grassia (eigentlich Antonio Grassia, * 31. März 1944 in Neapel; † 28. Februar 2010 in Castel Volturno) war ein italienischer Filmregisseur und Drehbuchautor.

## Leben
Grassia war als Theateragent und Manager einiger Sänger tätig, bevor er 1979 als Filmregisseur von Werken mit Nino D’Angelo hinter die Kamera wechselte. Viele dieser Filme waren kommerzielle Erfolge. Mit den Jahren wandte sich Grassia verschiedenen Genres zu, mehrfach erotischen Stoffen. Wenige seiner 31 Filme waren außerhalb Italiens zu sehen; auch dort wurden oftmals nur regionale Einsätze durchgeführt. So spielte Annaré fast eine Milliarde Lire ausschließlich in der Region Neapel ein.
Er war auch Produzent einiger Filme, so von Bruno Mattei und Mariano Laurenti, zu denen er ebenfalls das Drehbuch beisteuerte. Einige der Filmmusiken stammen von Grassia.

## Filmografie (Auswahl)
- 1979: La pagella
- 1986: Liebe, Triebe, Seitenhiebe (Il fascino sottile del peccato)
- 1989: Act of Revenge (La puritana)
- 1990: Begierde der Unschuld (Bambola)
- 1990: Dangerous Affairs (Sensazione d’amore)
- 1990: Vernichtende Leidenschaft (Provocazione fatale)
- 1998: Annaré
- 1999: T’amo e T’amerò
- 2003: Il latitante